# Азріель з Жирони
Азріель ібн Менахем ібн Ібрагім аль-Тарас (араб. عزريل بن مناحيم بن ابراهيم التاراس; івр. עזריאל בן מנחם בן אברהם אלתראס), також відомий як Азріель з Жирони (1160 — 1238) — відомий єврейський кабаліст XII століття, засновник жиронської школи кабалістики. Ввів ідею неоплатонізму в традиційне вивчення Кабали. Вчитель Моше бен Нахмана та Авраама Закуто.

## Життєпис
Народився приблизно 1160 року в Жироні (Каталонія, Королівство Кастилія та Леон). Батько Менахем був жиронським рабином. Дитиною Азріель навчався на півдні Франції у Ісаака Сліпого. Коли він виріс, почав подорожувати Іспанією, намагаючись проповідувати кабалістичні погляди, але безуспішно. Повернувшись у Жирону, заснував власну школу кабалістики. Серед його учнів були Моше бен Нахман (Рамбан) і Авраам Закуто.
У своїх вченнях Азріель спирався на Шломо ібн Гвіроль, чия філософія про божественну волю простежується в кабалі Азріеля. Проте, на відміну від свого вчителя Ісаака Сліпого, який стверджував що божественна думка є першою інстанцією еманіруючої Ейн Соф, Азріель вважав її першою еманцією.
Помер приблизно 1238 року у Жироні.